# Цингу, Мэри
Мэ́ри Ци́нгу-Ме́нзел (англ. Mary Tsingou-Menzel, имя при рождении — Мэ́ри Ци́нгу (англ. Mary Tsingou); род. 14 октября 1928, Милуоки, Висконсин, США) — американский физик и математик греческого происхождения. Известна как один из первых программистов компьютера MANIAC в Лос-Аламосской национальной лаборатории и по совместной работе с Энрико Ферми, Джоном Паста и Станиславом Уламом, проложившей путь для развития теории хаоса и вычислительной науки.

## Биография
Родилась в семье греков выходцев из Болгарии.
Окончила Висконсинский университет в Мадисоне со степенью бакалавра в 1951 году и Мичиганский университет со степенью магистра в 1955 году.
В 1953 году исследовательская группа в составе физиков Энрико Ферми, Джона Паста, математика Станислава Улама и программиста Мэри Цингу-Мензел сформулировала парадокс в теории хаоса, получивший название парадокс Ферми — Паста — Улама.
В дальнейшем Цингу-Мензел продолжала работу в Лос-Аламосской национальной лаборатории, уделяя основное внимание компьютерным вычислениям, в частности, стала экспертом по Фортрану. В 1980-х годах работала над расчётами для Стратегической оборонной инициативы.

## Признание
В 2008 году в научном журнале «Physics Today» была опубликована статья французского физика Тьерри Доксуа, в которой её автор призвал переименовать парадокс Ферми — Паста — Улама в парадокс Ферми — Паста — Улама — Цингу, тем самым должным образом признать научный вклад Цингу-Мензел. С тех пор это изменение отражается во всех работах, в которых упоминается данный парадокс.

## Публикации
- J. L. Tuck; M. T. Menzel (1972). «The superperiod of the nonlinear weighted string (FPU) problem». Advances in Mathematics (v. 9, pp. 399—407).
- Joseph J. Devaney, Albert G. Petschek, Mary Tsingou Menzel. On the Production of Heavy Uranium Isotopes in a Very High Density Fast Neutron Flux. Los Alamos Scientific Laboratory of the University of California, 1958; 17 pg.s .